# Флотатс, Исидро
Иси́дро Фло́татс Вилано́ва (исп. Isidro Flotats Vilanova; 2 июля 1926, Эль-Пон-де-Виломара-и-Рокафорт, Каталония — 12 марта 2014, Барселона) — испанский футболист, играл на позиции полузащитника. В составе испанской «Барселоны» трёхкратный чемпион Испании, трёхкратный обладатель Кубка Испании и Кубка ярмарок.

## Биография

### Игровая карьера
На ранних этапах карьеры играл за «Террассу» и «Бадалону».
В 1950 году перешёл в «Эспаньол», за который играл в течение двух сезонов. В 1952 году Флотатс перешёл в «Барселону» по приглашению главного тренера «сине-гранатовых» Фердинанда Даучика. В «Барселоне» он был переведён на позицию крайнего полузащитника и в своём первом сезоне выиграл с «Барсой» чемпионский титул и Кубок Испании.Всего за «сине-гранатовых» играл в течение восьми сезонов, выиграл три чемпионских титула и два Кубка Испании, а также два Кубка ярмарок. Всего за «Барселону» сыграл во всех турнирах 149 матчей и забил 6 голов.
Завершил карьеру в клубе «Мальорка».

### Смерть
Скончался 12 марта 2014 года в Барселоне в возрасте 87 лет.

## Достижения
«Барселона»
- Чемпион Испании (3): 1952/53, 1958/59, 1959/60
- Обладатель Кубка Испании (3): 1952/53, 1957, 1958/59
- Обладатель Кубка ярмарок (2): 1955/58, 1958/60
- Обладатель Кубка Эвы Дуарте (1): 1953